# Alice Guy-Blaché
Alice Guy-Blaché (Saint-Mandé, 1 juli 1873 – Wayne, 24 maart 1968) was een Franse filmpionier. Ze was tussen 1896 en 1906 waarschijnlijk de enige vrouwelijke filmmaker ter wereld. Anders dan dat van haar bekende tijdgenoot George Méliès wordt het belang van Guy-Blaché voor de vroege filmhistorie vaak over het hoofd gezien.

## Biografie

### Vroege jaren
Haar vader, Emile Guy, had een boekwinkel en een uitgeverij in Santiago en Valparaíso in Chili en trouwde in 1865 te Parijs met Marie Clotilde Franceline Aubert. Na het huwelijk ging het echtpaar in Santiago wonen, maar Aubert keerde in 1873 terug om Alice te baren, haar vijfde kind. Alice werd vervolgens toevertrouwd aan de zorgen van haar grootouders in Carouge en vertrok op vierjarige leeftijd vertrokken Alice met haar moeder naar Chili. Thuis leerde ze Spaans spreken. Op zesjarige leeftijd keerde ze alweer terug naar Frankrijk om daar les te krijgen op een kloosterschool.
Na de dood van haar vader in 1891 werd Alice Guy opgeleid als stenografe en ging voor een vernisfabriek werken. Drie jaar later ging ze werken voor Comptoir général de la photographie en zou daar komen te werken onder de filmpionier Léon Gaumont.

### Jaren in de filmindustrie
Guy was samen met Léon Gaumont aanwezig bij de vertoning van de eerste film van de Gebroeders Lumière. Nadat ze die gezien had kreeg ze inspiratie voor het verfilmen van verhaaltjes. Ze vroeg aan Gaumont of ze haar eigen films kon maken en kreeg van hem toestemming. Haar eerste film, en waarschijnlijk ook 's werelds eerste speelfilm, was La Fée aux Choux. Tussen 1896 en 1906 was Guy het hoofd van de productie onder Gaumont. In haar eerste films onderzocht ze het gebruik van dans in films, maar ook een onderwerp als reisverhalen paste ze toe.
Haar eerste dansfilms bleken erg populair te zijn bij het publiek en werden veelvuldig vertoond. In 1906 maakte Alice Guy de film The Life of Christ, met 300 figuranten; voor die tijd een megaproductie. Het jaar daarop huwde ze met Herbert Blaché die al gauw door Gaumont benoemd werd tot zijn productiemanager in de Verenigde Staten. In 1910 begonnen Alice Guy-Blaché en haar man voor zichzelf en richtten de Solax Studios op, een van de eerste filmstudio's en tevens de grootste filmstudio voor de Hollywoodjaren.
Binnen twee jaar werd het echtpaar Blaché al zeer succesvol en investeerden ze honderdduizend dollar in nieuwe technologische productiefaciliteiten in Fort Lee (New Jersey). Ze legde zich steeds meer toe op het regisseren en het schrijven, waardoor Blaché de directeur van hun bedrijf werd. In 1918 stierf Alice Guy bijna aan de Spaanse griep en nadat ze hersteld was volgde ze haar echtgenoot naar Hollywood. In 1919 regisseerde ze haar laatste film. In haar leven maakte ze naar schatting 700 korte films.

### Laatste jaren
In 1922 scheidde Alice Guy van Herbert Blaché en keerde daarop terug naar Frankrijk met een van haar dochters. Vijf jaar later reisde ze weer naar Amerika waar ze uiteindelijk in 1968 op 94-jarige leeftijd in een verpleeghuis zou overlijden.

## Geselecteerde filmografie
- La Fée aux Choux (1896)
- Le chiffonnier (1898)
- Danse serpentine (1900)

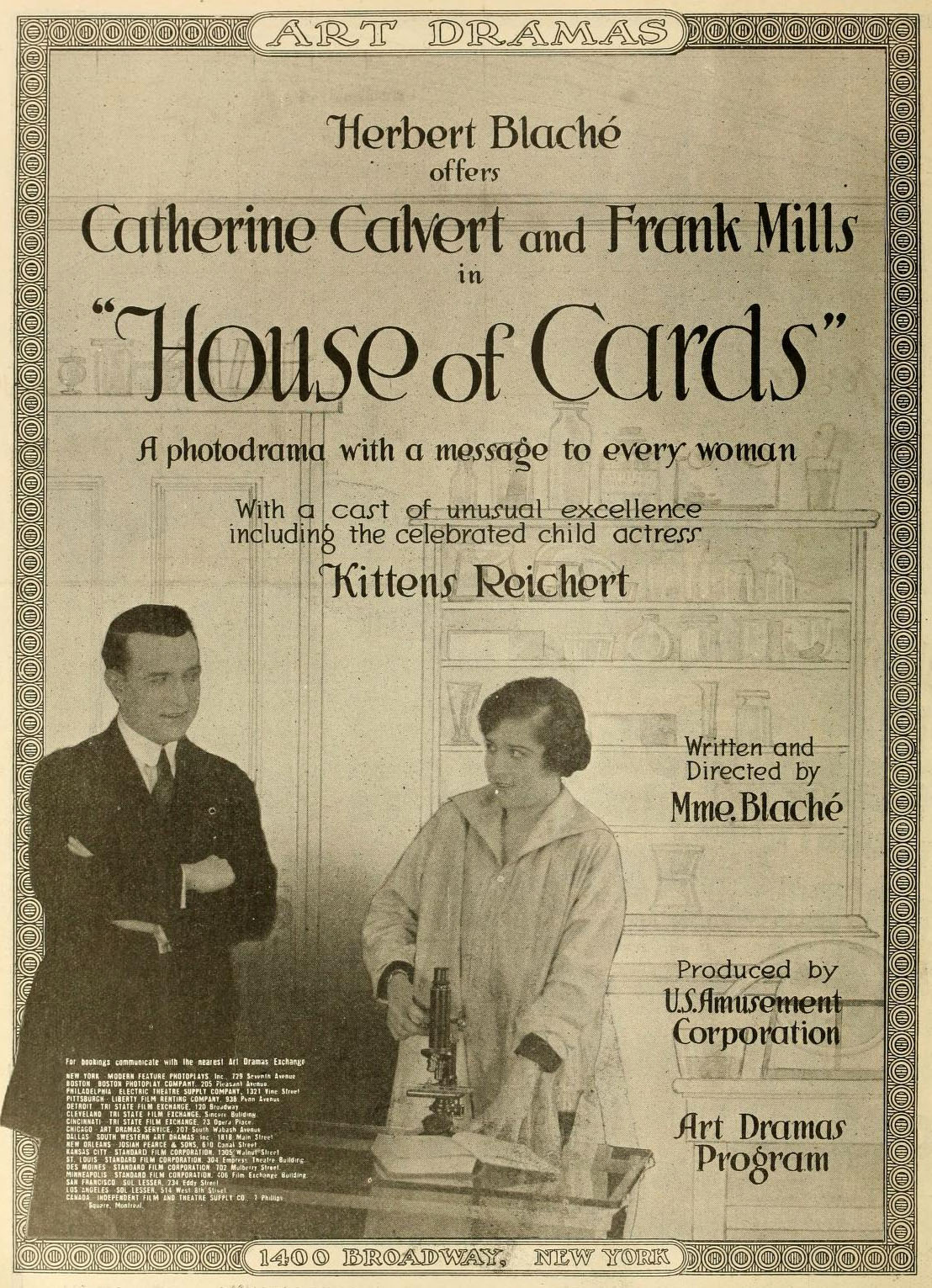
Filmposter van de film House of Cards die geschreven en geregisseerd was door Guy-Blaché.

- Bataille de boules de neige (1900)
- Les Résultats du féminisme (1906)
- Fanfan la Tulipe (1907)
- One Touch of Nature (1910)
- The Sergeant's Daughter (1910)
- The Pawnshop (1910)
- Greater Love Hath No Man (1911)
- La Esméralda (1905))
- Algie the Miner (1912)
- Falling Leaves (1912)
- Making an American Citizen (1912)
- The Pit and the Pendulum (1913)
- Matrimony's Speed Limit (1913)
- The Lure (1914)
- The Shooting of Dan McGrew (1915)
- The Great Adventure (1918)
- Tarnished Reputations (1920)